# Récit d'esclave
Le récit d'esclave est un type d’œuvres littéraires écrites par des esclaves, essentiellement africains au Royaume-Uni et dans ses colonies, y compris ensuite les États-Unis, le Canada, et les États caribéens. Quelque six mille anciens esclaves d'Amérique du nord et des caraïbes écrivirent sur leur vie durant les XVIIIe siècle et XIXe siècle, avec environ 150 récits publiés individuellement en livres ou en pamphlets. Aux États-Unis durant la grande dépression (années 1930), plus de 2 300 récits oraux de vie sous l'esclavage furent collectés par des écrivains financés et publiés par la Work Projects Administration (WPA) de l'administration du président Roosevelt. 26 de ses enregistrements audios sont aujourd'hui conservés à la bibliothèque du Congrès.
Les premiers souvenirs de captivité connu en Angleterre et dans les Îles Britanniques ont été écrits par des blancs Européens et, plus tard, des Américains capturés et parfois réduits en esclavage en Afrique du nord, généralement par des pirates Barbaresques. Ceux-ci faisaient partie d'une vaste catégorie de « récits de captivité » pour les anglophones européens. Au début du XXe siècle, il y eut aussi des écrits de colons en Amérique du Nord qui ont été capturés et retenus par les amérindiens. Plusieurs récits de captivité célèbres ont été publiés avant la révolution américaine, et ils ont souvent suivi les formes établies avec les récits de captivité en Afrique du nord.
Pour les Européens et les Américains, la distinction entre la captivité en tant qu'esclaves et celle en tant que prisonnier de guerre n'a pas toujours été claire. Le genre plus large englobant les deux est de fait souvent appelé « littérature de captivité ».
Étant donné le contexte international contemporain et la persistance de l'esclavage aux XXe siècle et au XXIe siècle, des récits d'esclaves sont toujours écrits et publiés de nos jours.

## Récits d'esclaves en Amérique du Nord
Les récits d'esclaves par des africains en Amérique du Nord ont d'abord été publiés en Angleterre au XVIIIe siècle. Ils sont rapidement devenus la principale forme de littérature noire américaine du XIXe siècle. Ces récits d'esclaves étaient publiés par des abolitionnistes, qui participaient parfois à la rédaction, ou des écrivains publics lorsque les esclaves n'étaient pas alphabétisés. Au cours de la première moitié du XIXe siècle, la controverse sur l'esclavage dans les États-Unis a conduit à la constitution d'une littérature passionnée des deux côtés.
Pour présenter la réalité de l'esclavage, un certain nombre d'anciens esclaves comme Harriet Tubman, Harriet Jacobs et Frederick Douglass, publient aussi le récit de leur asservissement et de leur retour à la liberté. Lucy Delaney a écrit un compte-rendu incluant le procès pour la liberté menée par sa mère dans le Missouri. En fin de compte, près de 6 000 anciens esclaves d’Amérique du Nord et des Caraïbes ont écrit le récit de leur vie, et environ 150 ont été publiés individuellement.
En raison de la participation d'éditeurs abolitionnistes, des historiens influents tels que Ulrich Bonnell Phillips (en) en 1929 ont suggéré que « leur authenticité était douteuse ». En se concentrant sur les textes des esclaves et en élargissant les autres sources d'information, les historiens ont le plus souvent validé la véracité de ces récits depuis la fin du XXe siècle.
Les récits d'esclaves peuvent être catégorisés en trois catégories distinctes: les récits de rédemption religieuse, les récits inspirants pour la lutte abolitionniste, et les récits de progrès. Les écrits ayant pour but d'inspirer la lutte abolitionniste sont les plus célèbres parce qu'ils ont tendance à avoir un fort motif autobiographique, comme l'autobiographie de Frederick Douglass et Incidents in the Life of a Slave Girl, written by herself de Harriet Jacobs (1861).
Avant la guerre civile américaine, certains auteurs ont écrit des fictions sur l'esclavage pour supporter l'abolitionnisme. Le meilleur exemple est La Case de l'oncle Tom (1852) de Harriet Beecher Stowe. Le succès de son roman et les tensions sociales de l'époque apportèrent une réponse des écrivains blancs du sud, comme que William Gilmore Simms et Marie Eastman, qui ont publié ce que l'on appela des romans anti-Tom. Ces deux sortes de romans étaient des best-sellers dans les années 1850.

### Récits de rédemption religieuse
Des années 1770 à 1820, les récits d'esclaves sont, de manière générale, le récit d'un voyage spirituel menant à la rédemption chrétienne. Les auteurs se représentent comme africains, plutôt que comme esclaves, car la plupart d'entre eux sont encore nés en Afrique.
Ce type de récits inclut :
- A Narrative of the Most Remarkable Particulars in the Life of James Albert "Ukawsaw Gronniosaw", an African Prince, par Ukawsaw Gronniosaw, Bath, 1772
- The Interesting Narrative and the life of "Olaudah Equiano" or Gustavus Vassa, the African, par Olaudah Equiano, Londres, 1789
- A Narrative of the Life and Adventures of Venture, a Native of Africa: But Resident Above Sixty Years in the United State of America, par Venture Smith, New London, 1798
- The Blind African Slave, Or Memoirs of Boyrereau Brinch, Nicknamed Jeffrey Brace, dicté par Jeffrey Brace à Benjamin F. Prentiss, Esq., St. Albans, 1810[4]; édité avec une introduction de Kari J. Winter, Madison, University of Wisconsin Press, 2004,  (ISBN 0-299-20140-6)[5]
- The Life, History, and Unparalleled Sufferings of John Jea, the African Preacher, par John Jea, 1811.

### Récits inspirants pour la lutte abolitionniste
À partir du milieu des années 1820, les écrivains choisirent d'employer la forme autobiographique pour générer de l'empathie pour le mouvement abolitionniste. Certains auteurs ont adopté des techniques littéraires, y compris l'utilisation de dialogue fictifs. Entre 1835 et 1865, plus de 80 de ces récits ont été publiés. Ces récits comprennent souvent des scènes récurrentes : les enchères aux esclaves, l'éclatement des familles, et généralement deux tentatives d'évasions, dont l'une aboutit. C'était la période de la migration forcée pour environ un million d'esclaves du sud supérieur vers le sud profond via un commerce intérieur des esclaves ; les expériences de ventes aux enchères et d'éclatement des familles étaient donc en effet communes.
Ce type de récits inclut :
- Life of William Grimes, the Runaway Slave, New York, 1825
- A Narrative of Some Remarkable Incidents in the Life of Solomon Bayley, Formerly a Slave in the State of Delaware, North America, par Solomon Bayley (en), 1825
- The History of Mary Prince, a West Indian Slave, par Mary Prince, Londres, 1831
- Slavery in the United States: A Narrative of the Life and Adventures of Charles Ball, A Black Man, Lewistown, 1836
- A Narrative of Adventures and Escape of Moses Roper from American Slavery, Londres, 1837
- The Narrative of Lunsford Lane, Formerly of Raleigh, N.C. Embracing an Account of His Early Life, the Redemption by Purchase of Himself and Family from Slavery, and His Banishment from the Place of His Birth for the Crime of Wearing a Colored Skin par Lunsford Lane, 1842
- A Narrative of the Life of Frederick Douglass, an American Slave, par Frederick Douglass, Boston, 1845
- Narratives of the Sufferings of Lewis and Milton Clarke, Sons of a Soldier of the Revolution, during a Captivity of More than Twenty Years among the Slaveholders of Kentucky, Boston, 1846
- Narrative of William Wells Brown, a Fugitive Slave, Boston, 1847
- Narrative of the Life of Henry Box Brown, Boston, 1849
- The Life of Josiah Henson, Formerly a Slave, Now an Inhabitant of Canada, as Narrated by Himself (1849), par Josiah Henson, Boston, 1849
- Narrative of the Life and Adventures of Henry Bibb, an American Slave, New York, 1849
- The Fugitive Blacksmith, or Events in the History of James W.C. Pennington, Londres, 1849
- Twelve Years a Slave, récit de Solomon Northup, Auburn et Buffalo et Londres, 1853
- Slave Life in Georgia: A Narrative of the Life, Sufferings, and Escape of John Brown, a Fugitive Slave, Now in England par John Brown, 1855
- The Life of John Thompson, A Fugitive Slave, Worcester, 1855
- The Kidnapped and the Ransomed, Being the Personal Recollections of Peter Still and his Wife "Vina," after Forty Years of Slavery, par Kate E. R. Pickard, New York, 1856
- The Rev. J. W. Loguen, as a Slave and as a Freeman, a Narrative of Real Life par Jermain Wesley Loguen (en), 1859
- Running a thousand Miles for Freedom, or the Escape of William and Ellen Craft from Slavery, Londres, 1860
- Incidents in the Life of a Slave Girl, par Harriet Jacobs, Boston, 1861
- The Experience of a Slave in South Carolina par John Andrew Jackson (en), London, 1862
- Narrative of the Life of J. D. Green, a Runaway Slave from Kentucky, Huddersfield, 1864
- Jim, "Recollections of Slavery by a Runaway Slave", The Emancipator, 23 août, 13 septembre, 20 septembre, 11 octobre et 18 octobre 1838[6], vérifié le 09/15/2014[7]

### Récits du progrès

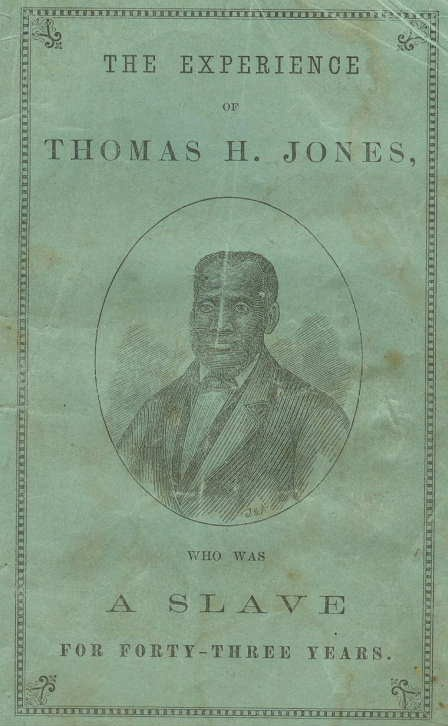
Un récit d'esclave publié en 1871

À la suite de la défaite des états esclavagistes du sud confédéré, les auteurs ont moins eu besoin d'exprimer les méfaits de l'esclavage. Les récits sont donc devenus plus passifs, racontant généralement la vie passée dans les plantations puis comment le narrateur s'est ensuite adapté à sa nouvelle vie libre. L'accent des écrivains porte donc plus sur le progrès individuel et racial que sur l'acquisition de la liberté elle-même.
Ce type de récits inclut :
- The Life of James Mars, A Slave Born and Sold in Connecticut, Hartford, 1864
- A Colored Man's Reminiscences of James Madison, par Paul Jennings, 1865
- The Freedman's Story par William Parker, publié dans The Atlantic Monthly, 1866
- Behind the Scenes: Or, Thirty Years a Slave and Four Years in the White House, par Elizabeth Keckley, 1868
- The Underground Railroad Records, par William Still, 1872, racontant le vécu de centaines d'esclaves
- Octavia Rogers Albert, The House of Bondage or Charlotte Brooks and other slaves, New York, Hunt & Eaton, 1890, 161 p. (OCLC 42793735, lire en ligne)
- From the Darkness Cometh the Light, or, Struggles for Freedom, par Lucy Delaney, 1892. C'est le seul écrit racontant un procès pour la liberté ayant réussi
- Thirty Years a Slave: From Bondage to Freedom par Louis Hughes, Milwaukee, 1897
- Up From Slavery par Booker T. Washington, Garden City, 1901.
- Before the War, and After the Union: An Autobiography par Sam Aleckson, Boston, 1929.

### Récit d'esclaves de la WPA
Durant la Grande Dépression des années 1930, l'agence du New Deal Work Projects Administration (WPA), employa les écrivains et les chercheurs du Federal Writers’ Project pour réaliser des entretiens et documenter les histoires des anciens esclaves afro-Américains. La plupart étaient des enfants lorsque le treizième amendement, abolissant l'esclavage sur tout le territoire de l'union, a été adopté. Produits entre 1936 et 1938, ces récits relatent l'expérience d'esclave de plus de 2 300 personnes. Quelques entrevues ont été enregistrées ; 23 des 26 enregistrements audio connus sont aujourd'hui détenus par l'American Folklife Center de la bibliothèque du Congrès,. La dernière interview d'un ancien esclave était celle de Fontaine Hughes, alors âgé de 101 ans, à Baltimore, en 1949. Il était le petit-fils d'un esclave appartenant au président Thomas Jefferson à Monticello.

## Récits d'esclaves en Afrique du nord
En comparaison avec les récits nord-américains et des caraïbes, les récits d'esclaves en Afrique du Nord ont souvent été écrits par des britanniques et des américains capturés (souvent en mer) et réduits à l'esclavage en Afrique du nord au XVIIIe et au début du XIXe siècle. Ces récits sont différents du faits qu'ils mettent en évidence l'altérité des marchands d'esclaves musulmans, alors que les esclaves afro-américains sont confrontés à d'autres chrétiens.
Certains prisonniers ont utilisé leurs expériences d'esclave en Afrique du nord pour critiquer l'esclavage aux États-Unis, tels que William Ray dans son livre Horrors of Slavery. Les esclaves en Afrique du nord souffraient des mêmes conditions que leurs homologues africains aux États-Unis, incluant un travail dur, une alimentation insuffisante et un traitement dégradant. Pourtant, à la différence de ceux en Amérique, les esclaves en Afrique du nord pouvaient parfois s'affranchir de leur condition en se convertissant à l'islam et en s'installant en Afrique du nord. Ils pouvaient aussi dans certains cas être rachetés par les puissances Européennes. Les pirates barbaresques avaient l'habitude de capturer des personnes à la mer pour les rançonner ensuite.
Ce type de récits inclut :
- Memorável Relação da Perda da Nau Conceição, par João Mascarenhas, qui raconte sa capture par les Barbaresques en 1621, sa vente comme esclave à Alger et ses cinq années de captivité.
- A True and Faithful Account of the Religion and Manners of the Mahometans par Joseph Pitts (1663–1735), qui raconte sa capture à 14 ou 15 ans par des pirates alors qu'il pêchait au large de Terre-Neuve. Sa vente comme esclave, sa vie sous trois maîtres différents en Afrique du nord, et ses voyages à La Mecque y sont entièrement décrits.
- Tyrkja-Gudda, 1952 et 2001.
- The History of the Long Captivity and Adventures of Thomas Pellow, In South Barbary, 1740 par Thomas Pellow.
- A Curious, Historical and Entertaining Narrative of the Captivity and almost unheard of Sufferings and Cruel treatment of Mr Robert White, 1790.
- A Journal of the Captivity and Suffering of John Foss; Several Years a Prisoner in Algiers, 1798.
- History of the Captivity and Sufferings of Mrs Lucinda Martin who was six years a slave in Algiers, 1806.
- Sufferings in Africa, 1815, par le capitaine James Riley.
- The Narrative of Robert Adams, An American Sailor who was wrecked on the West Coast of Africa in the year 1810; was detained Three Years in Slavery by the Arabs of the Great Desert, 1816.
- The Captives, Eleven Years a Prisoner in Algiers by James Leander Cathcart, publié en 1899, plusieurs années après sa captivité.

## Autres récits d'esclaves historiques
Comme l'esclavage a été pratiqué partout dans le monde depuis des millénaires, certains récits de déroulent dans des lieux et à d'autres époques que ceux précédemment évoqués. Un exemple est le récit de John R. Jewitt, un armurier anglais, réduit en esclavage pendant des années par Maquinna, du peuple Nootkas de la côte du nord-ouest du pacifique. L'Encyclopédie canadienne cite ses mémoires comme un "classique de la littérature de captivité" et c'est une riche source d'informations sur les populations autochtones de l'île de Vancouver.
- Narrative of the Adventures and Sufferings of John R. Jewitt, only survivor of the crew of the ship Boston, during a captivity of nearly three years among the savages of Nootka Sound: with an account of the manners, mode of living, and religious opinions of the natives. Middletown, Connecticut, imprimé par Loomis and Richards, 1815. Le texte numérique complet est disponible ici[10].

Maria ter Meetelen (né en 1704 à Amsterdam, morte en 1751), était une écrivaine hollandaise. Son autobiographie est considérée comme un précieux témoignage de la vie d'une ancienne esclave (1748).
- Maria ter Meetelen, The Curious and Amazing Adventures of Maria ter Meetelen; Twelve Years a Slave (1731- 43).

## Récits d'esclaves contemporains
Un récit d'esclaves contemporain est un mémoire récent écrit par un ancien esclave, ou un nègre en son nom. Les régions du monde où l'esclavage à toujours cours incluent le Soudan, et deux histoires modernes s'y déroulent : Escape from Slavery: The True Story of My Ten Years in Captivity – and My Journey to Freedom in America par Francis Bok et Edward Tivnan (2003), et Ma vie d'esclave par Mende Nazer et Damien Lewis.

## Néo-récit d'esclaves
Un néo-récit d'esclave (un terme inventé par Ishmael Reed, alors qu'il travaillait en 1976 sur son roman Vol à destination du Canada, et utilisé par lui dans une entrevue accordée en 1984) est une œuvre de fiction moderne, situés durant l'ère de l'esclavage par des auteurs contemporains se souciant de dépeindre l'expérience et les effets de l'esclavage dans le nouveau monde. Ces œuvres sont essentiellement classées comme des romans, mais peuvent aussi être des œuvres poétiques.
Ce type de récits inclut :
- Madison Smartt Bell, All Souls' Rising (1995), premier d'une trilogie sur la révolution haïtienne
- David Bradley, The Chaneysville Incident (1981)
- Octavia E. Butler, Liens de sang (titre original en anglais : Kindred) (1979)
- Noni Carter, Good Fortune (2010), roman pour jeunes adultes
- David Anthony Durham, Walk Through Darkness (2002)
- Marie-Elena John, Unburnable (2006)
- Edward P. Jones, The Known World (2003)
- Toni Morrison, Beloved (1987)
- Maryse Condé, La Migration des cœurs (1995)
- William Styron, Confessions of Nat Turner (1967)
- Natasha Trethewey, Native Guard (2006)
- Margaret Walker, Jubilee (1966)
- Sherley Anne Williams, Dessa Rose (1986)
- Évelyne Trouillot, The Infamous Rosalie (2003)
- Manu Herbstein, Ama: A Story of the Atlantic Slave Trade (2001)
- Manu Herbstein, Brave Music of a Distant Drum (2011)